# August Peterson i Hasselstad
August Peterson (i riksdagen kallad Peterson i Hasselstad), född 25 september 1820 i Hjortsberga församling, Blekinge län, död 20 augusti 1905 i Ronneby församling, Blekinge län, var en svensk hemmansägare och politiker. Han var ledamot av riksdagens andra kammare, invald i Medelstads domsagas valkrets.